# Mentrestido

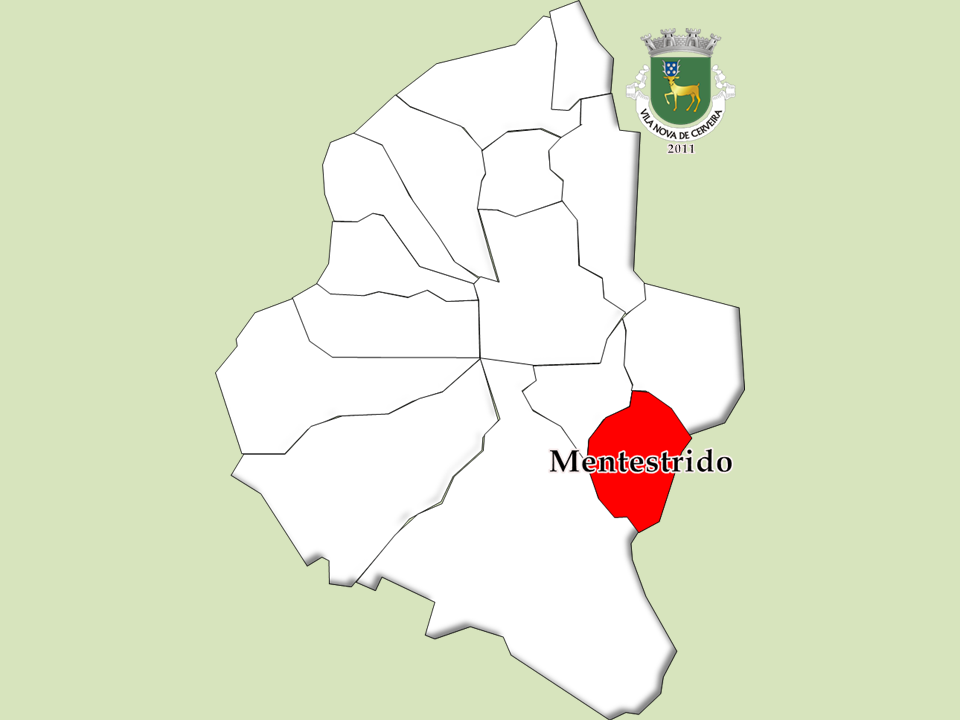
Freguesia de Mentrestido

Mentrestido é uma povoação portuguesa sede da Freguesia de Mentrestido do Município de Vila Nova de Cerveira, freguesia com 4,87 km² de área e 273 habitantes (censo de 2021), tendo, por isso, uma densidade populacional de 56,1 hab./km².

## Demografia
A população registada nos censos foi:
| Distribuição da População por Grupos Etários | Distribuição da População por Grupos Etários | Distribuição da População por Grupos Etários | Distribuição da População por Grupos Etários | Distribuição da População por Grupos Etários |
| -------------------------------------------- | -------------------------------------------- | -------------------------------------------- | -------------------------------------------- | -------------------------------------------- |
| Ano                                          | 0-14 Anos                                    | 15-24 Anos                                   | 25-64 Anos                                   | > 65 Anos                                    |
| 2001                                         | 33                                           | 27                                           | 134                                          | 77                                           |
| 2011                                         | 29                                           | 26                                           | 125                                          | 84                                           |
| 2021                                         | 26                                           | 25                                           | 135                                          | 87                                           |